# Iginia Boccalandro
Iginia Boccalandro Valentina (Caracas, 14 febbraio 1961) è un'ex slittinista venezuelana, per due volte partecipante ai Giochi olimpici invernali.

## Biografia
Poche notizie sono disponibili sulla formazione sportiva di Boccalandro: le fonti riferiscono che in gioventù si era dedicata alla pallavolo e allo sci alpino, salvo poi dover interrompere tali attività per l'insorgere di problemi al ginocchio.
Nel 1994 decise di competere nello slittino e andò ad allenarsi a Salt Lake City, beneficiando di un programma speciale finanziato dalla USA Luge (la federazione statunitense di tale disciplina) al fine di permettere ad atleti provenienti da paesi privi di tradizione di sperimentare gli sport invernali.
La concessione di una wild card le consentì poi di diventare la prima atleta venezuelana nella storia a concorrere alle Olimpiadi invernali, che nel 1998 si tennero a Nagano. Non essendoci altri sportivi connazionali iscritti, Boccalandro fu così anche la portabandiera del Venezuela. Alla prova della pista, concluse al 28º posto (penultima) la gara individuale.
Nel 2002 dopo si ripresentò al via della medesima gara ai giochi di Salt Lake City, ove fu di nuovo portabandiera del Venezuela nella cerimonia inaugurale. Dopo che nei test pre-gara era riuscita a completare appena due discese su sei, la sua partecipazione olimpica ebbe termine già durante la prima discesa cronometrata, durante la quale perse il controllo dello slittino e andò a sbattere più volte contro i bordi della pista, continuando poi a scivolare per alcuni metri in posizione prona. Subito soccorsa dagli addetti del tracciato, risultò comunque completamente illesa, pur se tramortita dalla carambola. Questa la sua ultima apparizione in una gara ufficiale.
Il poco agio e la goffaggine dimostrati nelle competizioni olimpiche, unitamente al suo fisico massiccio e in evidente sovrappeso (le stime le attribuirono un'altezza compresa tra 171 e 178 cm, per un peso tra gli 85 e i 90 kg), fecero sì che Boccalandro fosse fatta oggetto di satira in varie parti del mondo. L'incidente di cui fu vittima a Salt Lake City 2002 fece inoltre sorgere polemiche riguardo l'opportunità di ammettere atleti poco esperti (e quindi potenzialmente più esposti a pericoli e infortuni) in manifestazioni sportive d'alto livello.